# Військовий талант (роман)
«Військовий талант», або Талант до війни — науково-фантастичний таємничо-дектективний роман американського письменника Джека Макдевіта, історія пошуку Алекса Бенедикта, головного героя, щоб відкрити природу таємничого проекту дядько Алекса працював над тим, коли міжзоряний пасажирський корабель, пасажиром якого був його дядько, загубився в космосі. Це розслідування веде глибоко в історію війни між людською цивілізацією та сусідньою іншопланетною цивілізацією та ставить під сумнів основи міфів нинішнього людського уряду.
Книга є першою в серії про Алекса Бенедикта. Це єдине, що розповідається з точки зору Бенедикта; інші розповідає його пілот і помічник Чейз Колпат.

## Сюжет

### Всесвіт серії романів
Історія роману розвивається приблизно через 10 000 років від нашого часу (приблизно 11 600 °C.E.). Як стало ясно в більш пізньому романі про Алекса Бенедикта «Шукач», в ході розвитку історії людська цивілізація вийшла в космос і поширилася через  частину сузір'я Оріона нашої галактики. Роман пов'язаний з двома часовими періодами — часом головного героя, Алекса Бенедикта, та інший, приблизно за 200 років до його часу, який розповідається через передісторію.
Людство в ході космічної експансії виявило руїни однієї загиблої  інопланетної цивілізації і зіткнулося з іншою, живою і процвітаючою цивілізацією ашіурів. Сфера їхніх світів описується автором як та, що примикає до світів людської цивілізації по периметру — перший контакт відбувся не менше ніж за кілька сотень років до історії сюжету. Автор повідомляє, що їхня цивілізація  була приблизно на тому ж технологічному рівні, що і наша, а самі вони належать до гуманоїдів — двоногі, більші, ніж середня людина, двох статей, відносяться до хижаків,  цікавляться тим же біологічним типом планет, що і люди. Відомо, що ашіури не здатні відтворювати усне мовлення без механічних пристроїв, тому часто їх називають «німими». Ашіури є телепатами і створили своє суспільство, засноване на обміні думками. У них є здатність з деякими труднощами «читати» людські думки і емоції. Ашіурська цивілізація характеризується як набагато давніша, ніж людська (приблизно 75 000 років проти, можливо, 15 000), але розвивається набагато повільніше. Важливо відзначити, що гуманоїдам людський динамізм і хаотичність видаються загрозливими, а люди — агресивними, ненадійними і не етичними. Себе ашіури вважають більш розвиненим типом, ніж люди.
Макдевітт описує людську цивілізацію, яка розповсюдилася в багатьох світах галактики, більшість з яких були незалежні один від одного. Всі світи підтримують зв'язки з Землею, але труднощі міжзоряних подорожей привели до відсутності централізованого уряду. Багато людських світів зберегли свої власні збройні сили, але центрального правління не існувало. Зв'язок між світами обмежувався подорожжю на міжзоряних кораблях, в яких використовувалися магнітні двигуни для маленьких і середніх відстаней в зоряних системах і надсвітлові міжзоряні двигуни Армстронга для далеких подорожей, за допомогою яких кораблі могли переміщатися між зоряними системами через так званий «простір Армстронга». Як під час передісторії, так і в час протагоніста, навігація з використанням двигунів Армстронга досить неточна, так як кораблі з міркувань безпеки виходять з простору Армстронга (матеріалізуються) далеко від зірок і планет, і переміщаються на певні відстані за допомогою магнітних двигунів. Крім того, подорож через простір Армстронга займає багато часу — як описано в романі, подолання 3000 світлових років займає близько семи місяців, з яких близько п'яти місяців проводиться в просторі Армстронга. Важливо і те, що багато людей, такі як Алекс Бенедикт і більшість ашіурів,  погано реагують на переходи в простір Армстронга і з нього.
Як було описано в передісторії, після першого контакту з ашіурами, між людським і інопланетним цивілізаціями зростає тертя, розвиваючись в результаті «холодної війни» у все більшу кількість невеликих, а потім і більших військових зіткнень, в яких переважали ашіури. Уряди людських світів реагують на ашіурську загрозу в основному відмовками і самообманом, не бажаючи вступати в повномасштабну війну. І тільки декілька людських світів на чолі з Делакондой реагують більш активно, сформувавши невелику військову силу, засновану спочатку в основному на флоті Деллаконди. Вони починають вести партизанську війну проти ашіурів, відому як «Опір». Передісторія починається саме з цього етапу, хоча в хронологічній послідовності це не сказано.

### Основний сюжет
Алекс Бенедикт отримує звістку від свого двоюрідного брата, що його дядько Габріель був серед пасажирів на міжзоряному кораблі, який зник в просторі Армстронга. Відеопослання приходить від адвокатів його дядька, які інформують Алекса, що він став спадкоємцем і передають герою запечатане повідомлення від Гейба. Бенедикт дізнається, що його дядько працював над якимось археологічним проектом, який Алекс повинен розслідувати тепер, коли його дядька більше немає. У посланні Гейб просить протагоніста повернутися додому на Околицю і заглянути в зашифрований файл «Лейша Таннер», щоб продовжити дослідження. У повідомленні не говориться про характер проекту, крім згадки Х'ю Скотта, старого знайомого дядька. Однак, по шляху до Околиці Алекс дізнається, що домашній штучний інтелект Джейкоб був відключений, а будинок його дядька був пограбований і коли він приходить додому, дізнається що файл Таннер пропав, а всі комп'ютерні записи його дядька знищені.
З цього моменту історія слідує за двома все більш переплетеними нитками, таємницею в сьогоденні і історією, розказаної в передісторії. Таємниця — це предмет проекту дядька Гейба, який Бенедикт відкриває для себе. Через те що детектив-аматор починає розслідувати проект, він все більше занурюється в історію Опору і його головного лідера і героя війни — Христофора Сіма. Історія є тонкою гранею між таємницею і історичним оповіданням. Алекс відвідує місцевого поліцейського інспектора і дізнається, що грабіжникам, мабуть, потрібен тільки файл «Таннер». Інспектор, не може пролити світло на проект Гейба, але повідомляє, що дядько хлопця,  здавалося, був розгубленим останні три місяці перед його смертю і що він ніби-то «збожеволів» на тему Сіма та Опору.
Чейз Колпат відвідує Алекса в будинку його дядька. Перед тим як зникнути, Габріель Бенедикт найняв пані Колпат, щоб вивчити маршрут останнього польоту корабля «Тенандром» — планетарного обсерваторій Х'ю Скотта. Потім вони повинні були зустрітися з Гейбом на планеті, яка знаходилася недалеко від зоряного кластеру під назвою «Дама-під-вуалю», і вирушити в Назначене місце. Дядько Алекса зник, перш ніж дістатися до місця призначення і заборгував пані Колпат значну суму. Алекс погоджується виплатити борг дядька і просить її допомогти йому в його розслідуванні. Із запланованого маршруту поїздки пані Колпат підрахувала, що вони повинні були пролетіти від 800 до 1500 світлових років. Чейз не знає мети Гейба, тільки те, що він мав якесь відношення до Тенандрому. Цей корабель досліджував «Даму-під-вуалю» за три роки до смерті Гейба і повернувся несподівано рано. Колпат робить висновок, що «Тенандром» мабуть, щось знайшов і Гейб хотів знати що.
Алекс досліджує рейс Тенандрома, але не знаходить нічого незвичайного. Офіційною причиною раннього повернення була поломка, але вся інформація була засекречена, що дає певні сумніви про чистоту діла. Після цього він намагається відвідати Х'ю Скотта, але виявляє, що той був далеко від дому протягом декількох місяців. Один з його сусідів зазначає, що особистість Скотта змінилася з часів польоту Тенандрома. Як і Бенедикт старший, Скотт став одержимий Опором і Христофором.
Алекс поступово дізнається більше про історію Опору і спантеличений тим фактом, що під час війни флот Сіма, і особливо сам Сім, як з'ясовується, були присутні і діяли в місцях, значно віддалених один від одного практично одночасно. Він зв'язується з місцевим представництвом ''німих'', щоб переглянути їх записи про війну, які можуть пролити світло на проблему. Алекс зустрічає С'Каліана і вперше відчуває контакт з його думками. Він дізнається, що ашіур усвідомлює «проблему» майже одночасної присутності головнокомандувача у віддалених місцях і пояснює це припущенням, що його флот ймовірно мав кілька суден схожих на космічні кораблі деллакондців,  для ведення психологічної війни.
Таємниця починає розплутуватися. Алекс і Колпат роблять висновок, що незважаючи на те, що Тенандром недавно щось знайшов, Лейша Таннер вперше виявила це ще 200 років тому. У хлопця є здогадка — місце розташування чогось зниклого, побічно описано у вірші Уолдорфа Кендлза, який був сучасником  Сіма і  Таннери, і якому Лейша повинна була довірити секрет. Збори віршів Кендлза, «Чутки Землі» була в спальні дядька Гейба, коли Алекс вперше повернувся додому і був відкритий на сторінці з цим віршем. Габріель Бенедикт, мабуть, був такої ж думки. Алекс знаходить університетського дослідника, який допомагав дядькові працювати над підказками, даними в вірші, і який ідентифікує точку близько 1300 світлових років від «Дами-під-вуалю», в якості основного місця пошуку.
Бенедикт і Чейз орендують корабель і починають двомісячну подорож через простір Армстронга. У місці призначення вони знаходять червону карликову зірку та дві планети. Здається, що одна з них земного типу, і герої починають рухатися до неї. Здалеку вони бачать щось штучне, що обертається навколо орбіти планети. При наближенні стає ясно, що це військовий корабель деллакондців 2-столітньої давності. Нарешті, вони чітко розпізнають відмітні знаки корабля — це знамениті маркування «Корсаріуса», корабля головнокомандувача Опору, який загинув під час війни 200 років тому назад. Згідно з офіційною історією, Сім захотів дати вирішальний бій ашіурам і заманив великий флот інопланетян до однієї з планет. У вирішальний момент битви, велика кількість людських кораблів повинні були прийти на допомогу Христофору і розгромити противника, але цього не відбулося — його зрадили. І тоді, не бажаючи здаватися, Сім повів свій нечисленний загін в згубну атаку та загинув разом із кораблем. Приклад жертви сміливця був широко висвітлений у ЗМІ багатьох людських світів, що дозволило надихнути людей змусити свої уряди нарешті вступити в повномасштабну війну з ашіурами і перемогти. Автор наводить аналогію між Христофором й царем древньої Спарти, Леонідом під час Битви при Фермопілах.
Алекс і Колпат сідають на корабель і виявляють, що у Корсаріуса є енергія та він у робочому стані. Корабель здається практично нормальним, крім декількох механічних несправностей через вік. Так само на кораблі відсутні звичні двигуни Армстронга. Вони читають журнал капітана і несподівано виявляють, що він закінчується перед битвою у Рігеля, де Сім помер. Вони слухають записи і знайомляться з поглядами головнокомандувача на історію Опору. Стає ясно, що з часом він все більше сердився на короткозорість урядів людських планет і все більше турбувався про жертви серед «наших кращих і найсміливіших». Врешті-решт він гнівно спалахує «одного разу буде створена Конфедерація … але не на тілах моїх людей!». Поступово Алекс починає здогадуватися. Крістофер Сім розчарувався у війні і хотів укласти мир. Його брат Таріен і інші лідери Опору схопили його і висадили на цій планеті, щоб він не здався, а його загибель підлаштували. Алекс переконується в цьому, спустившись і обшукавши планету. Там на одній скелі він знаходить табір і будинок Сіма, де він жив якийсь час. Немає ніяких ознак того, що з ним трапилося або записів.
Чейз з орбіти повідомляє про те, що військовий корабель ашіурів на високій швидкості підходить до них. Потім з'являється другий, що здійснює гальмування, щоб зробити коло по орбіті навколо планети. Алекс попереджає Чейз відмовитися від свого орендованого корабля і перейти на «Корсаріус»; тільки-но вона встигає переміститися в Корсаріус, як перший військовий корабель ашіуров підриває їх орендований корабель. Алекс приєднується до неї і дізнається, що двигуни на «Корсаріусі» будуть повністю заряджені через 20 годин. Їх завдання полягає в тому, щоб вижити до тих пір, поки двигун не буде готовий. Вони виконують класичний маневр з однієї з битв Сіма і виходять на орбіту з високою швидкістю, прямуючи прямо до військового корабля 'німих'. Ашіури стріляють з лазерів і відключають магнітні двигуни «Корсаріуса». Чейз занадто пізно усвідомлює, що забула підняти щити корабля.
Військовий корабель ашіурів змінює траєкторію і досягає їх за десять годин, перш ніж вони зможуть зробити стрибок. Гуманоїди вимагають здатися. Застосувавши хитрість, Алекс і Чейз стріляють в них потужним зброєю корабля Сіма, завдаючи прибульцям шкоди і змушуючи їх тікати. Через десять годин спрацьовує міжзоряний привід. Як з'ясовується, це не двигун Армстронга, а щось нове, продукт генія Рашіма Мачесні. Раптово темніє, а «Корсаріус» миттєво переміщається на орбіту Околиці.
З'ясовується, що ще 200 років тому Рашім Мачечни винайшов квантовий двигун, що дозволяє миттєво покривати значні відстані, чого не міг робити надсвітловий двигун Армстронга. Але цей винахід було збережено в секреті і двигун був встановлений тільки на кораблях флоту Опору. Ця знахідка дає людству величезну технологічну перевагу і закінчує суперництво між людиною і ашіуром. Периметр стабілізується, і між двома цивілізаціями розвиваються більш мирні відносини. В епілозі до роману читач дізнається від Х'ю Скотта, що Христофор не помер на планеті, де його кинули. Сім був врятований Лейшою Таннер і згодом жив під вигаданою особистістю Джерома Кортні, проводячи чимало часу як шановний молодший брат в католицькому монастирі на ізольованій планеті. Там він продовжував писати на різні історичні і філософські теми.

## Головні герої
Алекс Бенедикт — авторитетний і дуже успішний торговець археологічних старожитностей. Його інтерес до цієї області викликав його дядько Габріель Бенедикт, який вчив хлопця з раннього віку.
Габріель Бенедикт — багата літня людина, археолог-любитель, шанований і дуже досвідчений в цій області. Він жив на Окраїні, в країні на захід від Андіквара, планетарної столиці і столиці Конфедерації.
Чейз Колпат — на початку історії пані Колпат — досвідчений приватний міжзоряний пілот, яка кілька разів працювала з Габріелем Бенедиктом протягом декількох років.
С'Каліан — представник цивілізації ашіурів на Околиці.
Х'ю Скотт — колишній знайомий Габріеля Бенедикта, пізніше член Планетарного Огляду і член екіпажу для подорожі на Тенандром, яка збиралася досліджувати зоряне скупчення Дама-під-вуалю.

## Другорядні герої
Христофор Сім — самий важливий персонаж у «історичній» частині книги, людина, навколо якої крутиться головна таємниця роману. За розширенням розслідування Алекса автор розкриває все більше і більше деталей про Сіма. Він жив близько 200 років до "справжнього" часу роману, починаючи з учителів древньої історії на планеті Деллаконда, яка була прикородонною планетою з периметром планет ашіуров. Макдевітт розповідає про реакцію Христофора, його брата-політика Таріена Сіма та інших на Деллаконді та сусідніх планетах, на небезпеку яку можна очікувати від ашіурів: вони об'єднуються, утворюючи невелику військово-космічну силу і ведуть партизанську війну («Опір») напротязі приблизно 4-5 років. Автор розповідає (одна з головних тем), як Опір зіткнувся з апатією або відкритою ворожнечею з боку більшості інших людей - проти кожного людської планети, яка підтримувала їх, дві інші залишилися нейтральними.
Макдевітт зображує Христофора Сіма як сумнівного персонажа, який піднявся до рівня героя через несподіваний «талант до війни», харизматичний військовий геній, здатний передбачити плани свого ворога і перехитрити їх своїми. В описі історії війни його сили протягом декількох років здобули ряд неймовірних військових перемог проти переважаючих сил ашіуров завдяки поєднанню сміливості, тактики, чудового стратегічного інтелекту і надприродного розуміння психології прибульців. Нечисленні сили Опору, («шістдесят фрегатів і есмінців, що утримують масивні флотилії ашіурів»), здавалося, були всюди відразу. МакДевітт говорить нам, що стратегічні успіхи Сіма, тим не менш, віщували його остаточну тактичну поразку. У той час як громадська думка (або навіть урядова політика) на людських планетах повільно поверталася на користь Опору, неминучі втрати сил Сіма в битві і вбоге поповнення з набагато більшими військовими силами інопланетян в кінцевому підсумку змусили Христофора відступити. У кульмінаційній битві під Ригелем останні сили Сіма і його знаменитий корабель, фрегат «Корсаріус», були знищені. Тільки один корабель деллакондців пережив битву. Після цього військово-космічний флот Опору припинив своє існування.
За словами автора, смерть Христофора Сіма в битві змінила все. Громадська думка швидко розгорнулася і люди зажадали початок війни з ашіурамі. Нерішучі уряди в багатьох планетах, тепер стали докладати військові зусилля; один особливо стійкий був повалений розлюченим населенням і його основними військовими силами. Протягом декількох місяців Таріен Сім і його колеги змогли переконати більшість людських планет підписати Конституцію Конфедерації, створивши федеральний уряд людей. Збройні сили «півсотні людських планет» були внесені в об'єднаний конфедеративний флот, який боровся з силами ашіуров і зберіг незалежність людської цивілізації. Таріен не дожив до цього дня; він був убитий у битві незадовго до підписання Конституції та до того, як людські сили почали мобілізацію.
Лейша Таннер — ще одна ключова фігура, чиї уявлення (відображені в приватних газетах і журналах її друга Уолфорд Кендлза) росзказують основну частину передісторії. Вона була професором в університеті, під час і після періоду Опору, фахівцем з філософії і літературі гуманоїдів. Її переклади і статті про найзначнішого філософа ашіурів, Тулісофале, як і раніше вважаються класичними за часів Алека Бенедикта. Вона була активістом світу в перші роки Опору, а потім стала офіцером розвідки і дипломатом для делакондців.
Рашим Мачесні — найвидатніший фізик за часів Опору, експерт в теорії гравітаційних хвиль. Мачесні заявив про підтримку Опору на початку війни і приєднався до нього зі своєю науковою командою. Ашіури засудили його, як військового злочинця, за створення передового зброї для військових сил Сіма. Головна очевидна цінність Рашима для Опору була дипломатичною. Разом з Таріеном Сімом, Мачесни був публічною особою Опору. Його науковий престиж надавав довіру справі, політична кампанія приваблювала увагу громадськості, блискучі писання переконували.
Уолфорд Кендлз — професор класичної літератури, військовий поет, сучасник Сіма і друг Таннера. У романі його журнали   - найкраще джерело інформації про Лейшу. Вони також малюють яскраву картину життя на внутрішньому фронті Опору.

## Критика
Стівен Сільвер з сайту SF написав: «Хоча, "Військовий талант" не найкращий роман Макдевіта, він показує ознаки письменника, який ще тільки формується. Навіть при умові, що персонажі  погано розкриті, ідеї автора знаходяться на першому краї і примудряються підняти «Військовий талант» вище планки стандартної космоопери або наукової фантастики». Рецензент Русс Албері похвалив «унікальну перспективу» роману на тему першого контакту з інопланетянами, його «дивного відчуття, яке одночасно і зручне і дивно-прозаїчне», та його «приємний, напружений фінал»:
| Ліві лапки | Це не та книга, яка відпускає читача: текст не прикрашений, Алекс - це простий і логічний (якщо не егоїстичний) оповідач від першої особи, а опис більшості персонажів залишає бажати кращого. Але в своїй загадковості історія викликає асоціації з такими цікавими ТВ-шоу, як «Таємниці історії». Образ археологічної та історичної творчості здається правильним. Існують глухі кути, свідки з підозрілими мотивами, брехня і перебільшення, документи і розпливчасті мемуари або написані людьми тільки для допомоги в розслідуванні герою і навіть чудово збереглося історичне товариство. | Праві лапки |

Вчений-фантаст Джон Клют, порівнюючи другий роман Макдевіта з його першим — «Послання Геркулеса», написав: «Військовий талант» (1988), історія якого описується в галактиці через тисячоліття, і отже, описує релігійну структуру навколо центрального сюжету, в якому молода людина повинна прокладати собі шлях через невлаштовані внутрішні райони, що розділяють людський і інопланетний простір, в пошуках таємниці, яка може зруйнувати репутацію людини, яка стала героєм у недавній війні. В обох романах письменника, головний герой мужньо бореться із завданням, яке він поставив перед собою: нав'язуванням по суті споглядальної структури на конвенціях, призначених для насильницьких дій. Він час від часу близький до успіху.

## Історія написання
Частини 9, 22,23 та 24 глав були опубліковані в якості новели в лютневому випуску журналу Asimov's Science Fiction в лютому 1987 року під назвою «Голландець». Частини 15 глави були опубліковані в іншій формі в якості новел у випуску журналу Asimov's Science Fiction в березні 1988 року під назвою «Схід сонця».
Ace Books спочатку опублікувала «Військовий талант» у м'якій обкладинці, в лютому 1989 року. Ace Books перевидала книгу в м'якій обкладинці на масовому ринку в липні 2004 року. У червні 1989 року вона також опублікувала видання роману для книжкового клубу наукової фантастики.
У Великій Британії видавництво Kinnell опублікувало книгу в твердій обкладинці, а у червні 1989 року видавництво Сфера опублікувало книгу в м'якій обкладинці. У вересні 2000 року видавництво Meisha Merlin опублікувало книгу в твердій обкладинці і разом  з «Текст Геркулеса», більш раннім романом Макдевіта, під назву Hello Out There.